# Li Weiwei
Li Weiwei (chinesisch 李薇薇, Pinyin Lǐ Wēiwēi; * 7. Juli 1982 in Kunming, Volksrepublik China) ist eine ehemalige chinesische Handballspielerin.

## Karriere
Li Weiwei spielte ab dem Jahr 1997 für die Handballmannschaft der Militärregion Peking. Nachdem die Rückraumspielerin im Jahr 1998 mit der Jugendmannschaft die nationale Meisterschaft gewonnen hatte, errang sie in den Jahren 2002 und 2003 die nationale Meisterschaft mit der Erwachsenenmannschaft.
Li Weiwei gehörte ab dem Jahr 2001 dem Kader der chinesischen Nationalmannschaft an. Im Jahr 2002 gewann sie mit der chinesischen Auswahl sowohl bei der Asienmeisterschaft als auch bei den Asienspielen die Bronzemedaille. In den darauffolgenden Jahren nahm sie an den Olympischen Spielen in Athen und an den Olympischen Spielen in Peking teil, bei denen China den achten und sechsten Platz belegte. Bei ihrer ersten Teilnahme erzielte sie 32 Treffer und bei ihrer zweiten Teilnahme 28 Treffer. Bei den Asienspielen 2010 feierte sie mit ihrer Mannschaft den Titelgewinn im eigenen Land.